# Maša Redenšek
Maša Redenšek, slovenska alpska smučarka, * 22. september 1987, Trbovlje. 
Redenšek je nastopila na svetovnih mladinskih prvenstvih v letih 2003, 2004 in 2005, svojo najboljšo uvrstitev je dosegla leta 2004 z devetim mestom v smuku. V svetovnem pokalu je edinkrat nastopila na slalomu za Zlato lisico v Mariboru 25. januarja 2004, ko se ni uvrstila v drugi vožnjo. V sezoni 2004/05 je postala slovenska državna prvakinja v superveleslalomu.